# Google Ateliers numériques
Google Digital Garage dit Google Ateliers Numériques a été créé par Google en 2015, en tant que programme à but non lucratif conçu pour aider les gens à améliorer leurs compétences numériques. Il propose des formations, des cours et des certifications sans frais, via une plateforme d'apprentissage en ligne.

## Cours
Les cours sont divisés en modules. Google Ateliers Numériques propose plus de cent cours en ligne sur divers sujets, dans les catégories suivantes :
- Données et technologie,
- Le marketing numérique,
- Développement de carrière[7],[8] .

## Certifications
Google accorde une certification à la fin du cours Les principes fondamentaux du marketing numérique (enseigné par l'Université et l'Interactive Advertising Bureau Europe). Ce cours est agréé par l'IAB Europe et comprend 26 modules, tous créés par des formateurs Google. Les nombreux exercices et exemples aident à exploiter les connaissances.

## En France
Depuis 2012, Google propose en France plusieurs formations en présentiel avec six ateliers présents à Rennes,, Nancy, Montpellier,, Saint-Étienne, Bordeaux et Paris[source secondaire nécessaire].